# Sierra de Utiel
Sierra de Utiel är en bergskedja i Spanien.   Den ligger i provinsen Província de València och regionen Valencia, i den östra delen av landet, 240 km öster om huvudstaden Madrid. Arean är 1 721 kvadratkilometer.